# Copa da França de Futebol de 2021–22
A Copa da França de Futebol de 2021–22 foi a 105ª edição dessa competição francesa de futebol organizada pela FFF. Teve como campeão Nantes que ganhou seu 4° Título.